# Proençal - Liga de Desenvolvimento de Proença-a-Velha

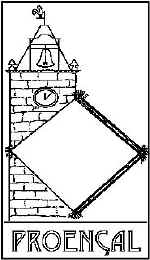
Logotipo da Proençal

A PROENÇAL - Liga de Desenvolvimento de Proença-a-Velha, é uma Associação de desenvolvimento local sediada na freguesia de Proença-a-Velha, concelho de Idanha-a-Nova, distrito de Castelo Branco.

## Data de Constituição e Sede
A Proençal foi constituída em 14 de Março de 1995 e tem sede na:
- Rua do Espírito Santo, 26
- 6060-069 Proença-a-Velha

## Objectivos
A Associação foi criada tendo em vista  promover o desenvolvimento integrado de Proença-a-Velha e da região onde esta se insere e contribuir para a preservação, recuperação e valorização do seu património histórico e sócio-cultural. 

## Contribuição
A Proençal tem vindo a colaborar com as entidades locais, associativas e institucionais, em todas as iniciativas que, de uma forma ou de outra, contribuam para a persecução dos 
seus objectivos.
Nesse sentido tem vindo a trabalhar activamente na realização de eventos com grande importância para a freguesia, como sejam, nomeadamente, as tradições da Quaresma e da Semana Santa e o Madeiro.
No âmbito da sua colaboração com a Junta de Freguesia e a Santa Casa da Misericórdia de Proença-a-Velha, tem levado a efeito, com regularidade, exposições de pintura, desenho e fotografia, sempre  relacionadas com temáticas locais e na sua grande maioria realizadas por artistas da região.
As suas preocupações na área da história, da cultura e tradições locais levaram-na a ser responsável, ou co-responsável pela edição de três livros, nos anos 2000, 2004 e 2006, respectivamente:
- Proença-a-Velha, uma povoação com História, da autoria de Manuela Mendonça, das edições Colibri;
- Mitos e Ritos da Paixão, a Quaresma, a Semana Santa e a Misericórdia de Proença-a-Velha, de João Adolfo Geraldes, da Tipografia Semedo;
- O Madeiro, Rituais da Fogueira de Natal - Retratos de uma Tradição Milenar, da autoria de Marcin Górski, João Mugeiro e João Adolfo Geraldes, das Edições Magno.

Já em 2007 lançou uma colecção de 12 postais de Proença-a-Velha, realizados a partir de desenhos da artista plástica Joana Burnay.

## Grupos e Comissões Autónomas
Tem promovido e colaborado na criação de Comissões ou Grupos Autónomos que  agilizem a realização de alguns dos objectivos, sendo neste sentido de destacar a criação em 2006 do “Modas e Adufes” – Grupo Etnográfico de Proença-a-Velha.
O grupo conta com cerca de 30 elementos e dedica-se à recolha das tradições musicais e à sua divulgação através da participação em espectáculos, o que tem vindo a fazer, com grande aceitação, por parte do público em geral.